# Миза Лоона
Ми́за Лоона (ест. Loona mõis) — лицарська миза, розташована у селі Лоона в повіті Сааремаа на заході Естонії. Зведена у середні віки як замок, вона зазнала перебудов і згодом набула вигляду приватної садиби. Завдяки своїй архітектурній та історичній цінності в 1998 році оголошена пам'яткою культури. Є об'єктом місцевого туризму, виконує функції адміністративної будівлі національного парку Вільсанді.

## Історія
У писемних джерелах миза Лоона вперше згадана 1506 року під німецькою назвою Kadvel або Kaddel. На той час вона була васальним замком, що належав німецькій родині фон Лоде. Наприкінці XVI — початку XVII століття феодальну споруду зруйнували, а на її місці звели одноповерхову садибу з центральним комином. При цьому нижня частина замкових стін стала фундаментом нової будівлі, ці залишки можна і сьогодні побачити в її підвалі. Точний опис того будинку до нас не дійшов, однак відомо, що перебудова 1785—1786 років надала йому барокових рис з елементами класицизму. Одночасно з мизою змінили свій вигляд і господарські будівлі. Відтоді архітектурний комплекс мизи Лоона не зазнав жодних змін.
Родині фон Лоде миза належала до 1808 року. Саме від родового прізвища перших власників і походять естонські назви як садиби, так і села, в якому вона розташована. Пізніше миза Лоона належала дворянським родинам Штакельберг, Берг, Остен-Сакен, Експарр, Гойнінген-Гюно. 1820 року миза перейшла у власність Ольги фон Гойнінген-Гюно, однак через земельну реформу, проведену у тому ж році, маєток був конфіскований. Відтоді приватних власників він уже не мав. В XXI столітті держава передала мизу національному парку Вільсанді, адміністрація якого облаштувала в садибі інформаційний центр, музей, ресторан і готель.

## Опис

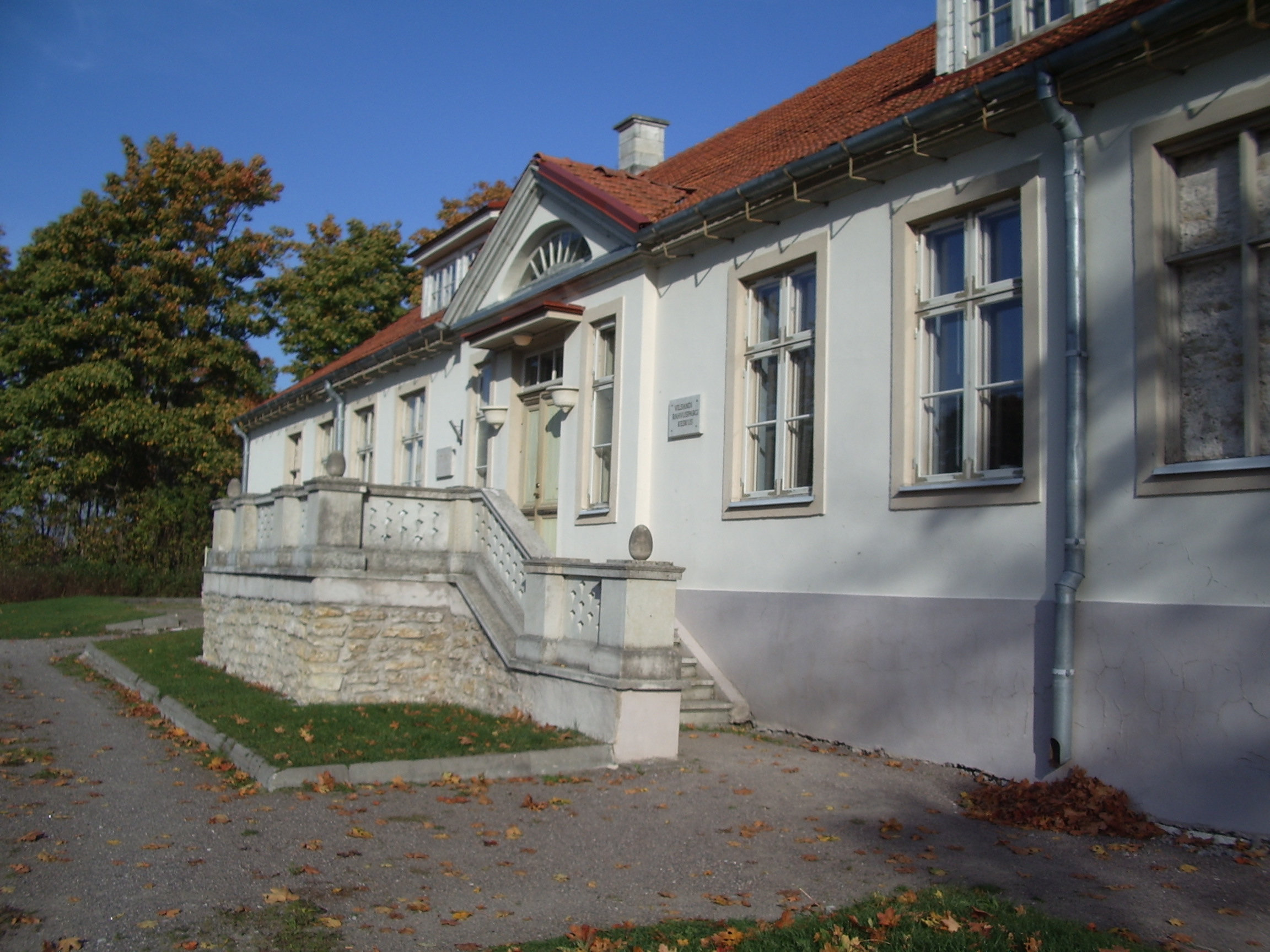
Ґанок головної будівлі.

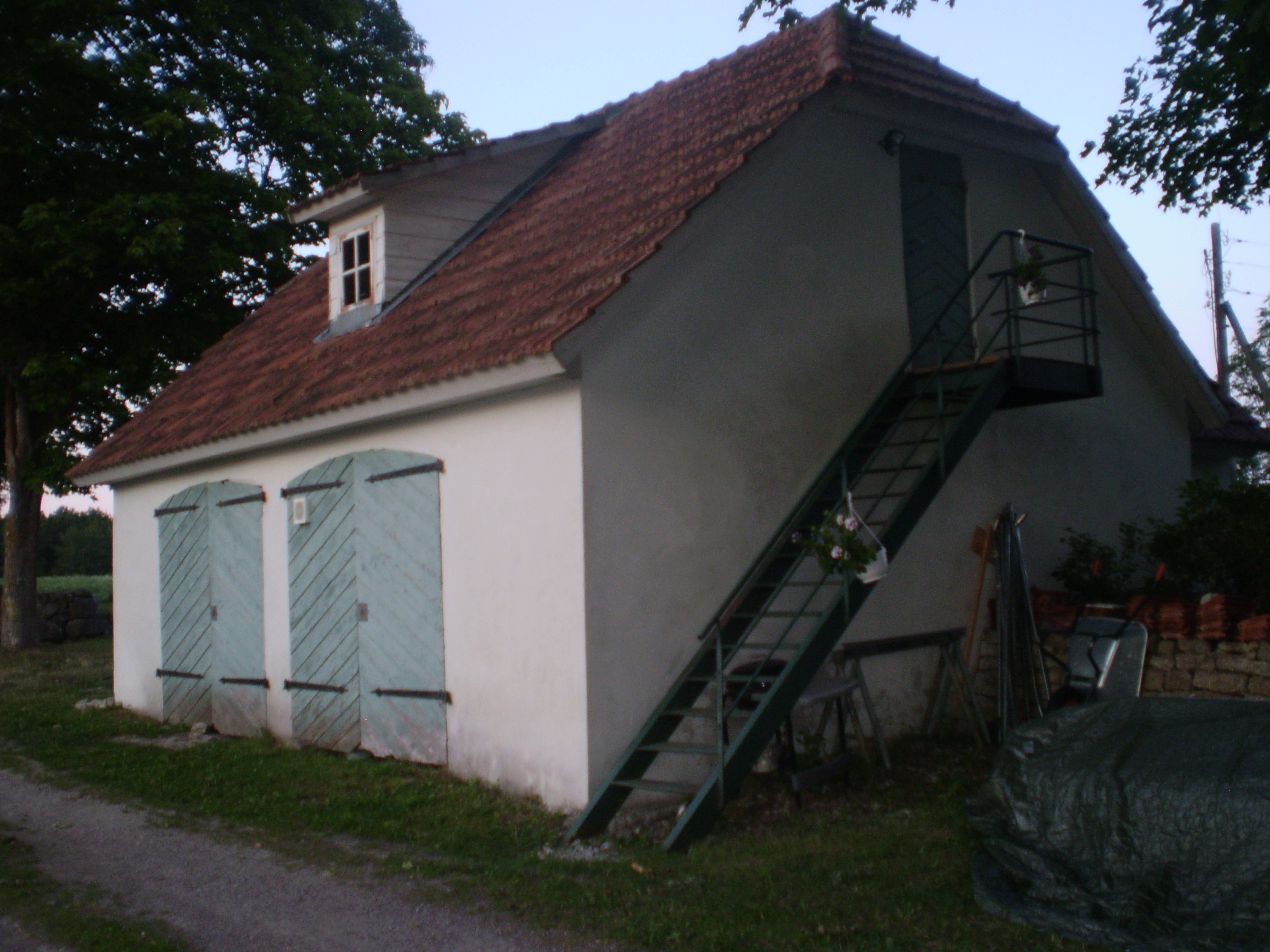
Каретня.

Архітектурний ансамбль мизи Лоона включає житловий будинок, парк з під'їзною алеєю та комплекс колишніх господарських споруд, таких як: каретня, парковий будинок (будинок садівника), хлів, стодоли і молочний льох. Кожен з цих об'єктів занесений до реєстру культурної спадщини Естонії як окрема пам'ятка.
Головний будинок мизи Лоона — це одноповерхова будівля прямокутної форми з просторою мансардою. Вона зведена з місцевого доломіту на досить високому фундаменті, тому ґанок переднього фасаду оформлений у вигляді двох сходових маршів з балюстрадою. Ґанок творить єдине ціле з під'їзною дорогою, як це характерно для барокового стилю, водночас він має трикутний фронтон, характерний для класицизму. Задній фасад також має окремі входи, однак позбавлений декоративних елементів.
Усі господарські будівлі одноповерхові, за місцевою традицією їх завершують просторі високі горища. У каретні таке горище навіть має окремий вхід (стаціонарні сходи). Весь архітектурний комплекс мизи був відреставрований в 1997 році, при цьому на всіх будівлях поновили черепичну покрівлю, оштукатурили стіни. Хлів — єдина споруда з натурального каменю, стіни якої не мають сучасного покриття. Слід зазначити, що в жодній з будівель мизи Лоона автентичні інтер'єри не збереглися.
Наразі в головній будівлі мизи працюють готель і ресторан для відвідувачів національного парку. В ній також діє постійна виставка акварелей і сувенірного посуду, виготовленого місцевими художниками. У просторому приміщенні колишнього хліва облаштовано інформаційний центр для туристів, експозиції якого знайомлять з історією природоохоронної справи в Естонії та історією національного парку Вільсанді зокрема. В центрі можна отримати різноманітну довідкову інформацію про туристичні маршрути, розваги і послуги, які пропонують відвідувачам установи. У колишньому парковому будинку тепер розміщено постійну експозицію викопних решток, тому його іноді неофіційно називають «Домом каміння». Ця колекція знайомить із геологічною історією Вільсанді, рідкісними за ступенем збереженості зразками скам'янілостей, серед яких вимерлі мешканці прадавніх морів: строматопори, корали тощо.
Площа парку становить 4 га.За спогадами Петера фон Гойнінген-Гюно, парк мизи раніше прикрашали доломітова скульптура лева, павільйон, невеликий басейн, а оточувала огорожа з кам'яних стовпців із дерев'яними перилами у вигляді призахідного сонця. Жоден з цих декоративних елементів до сьогодні не зберігся. Однак в незмінному вигляді дійшли описані ним під'їзна алея, обсаджена кленами, галявина перед будинком і кам'яні огорожі у господарській частині парку. За життя цього власника в парку росло багато плодових дерев, серед яких він згадував яблуні, груші, сливи, вишні, аґрус, смородину, порічки, малину, суниці. Дерева росли і перед фасадом садиби. Прикрашали околиці мизи квітучі кущі і трави: троянди, жасмин, бузок, лілії, тюльпани, нарциси, півонії. Сучасний вигляд парку дещо скромніший: в ньому нема різнобарв'я квітів, дизайн імітує природні насадження, високі дерева перед фасадом вирубані.

## Околиці
Миза Лоона знаходиться у центрі національного парку Вільсанді, який сам по собі вже є туристичною принадою. Крім виставок і музейних експозицій, які вона пропонує відвідувачам, працівники мизи організовують екскурсії різного ступеня складності о будь-якій порі року. Поблизу мизи є й інші цікаві об'єкти — городище (поселення рибалок і мисливців на тюленів), датоване кам'яною добою, підземне кладовище XIII сторіччя, лісовий парк Міку з туристичною стежкою. Від мизи у бік Кійрассааре веде старий портовий шлях. За 5 км від мизи Лоона знаходиться селище Кіхельконна зі старовинною Кіхельконнською церквою, дзвіницею, кладовищем, причому готичну вежу церкви видно з території мизи.